# Breviceps gibbosus
Breviceps gibbosus ist eine Amphibien-Art aus der Gattung Breviceps.

## Beschreibung

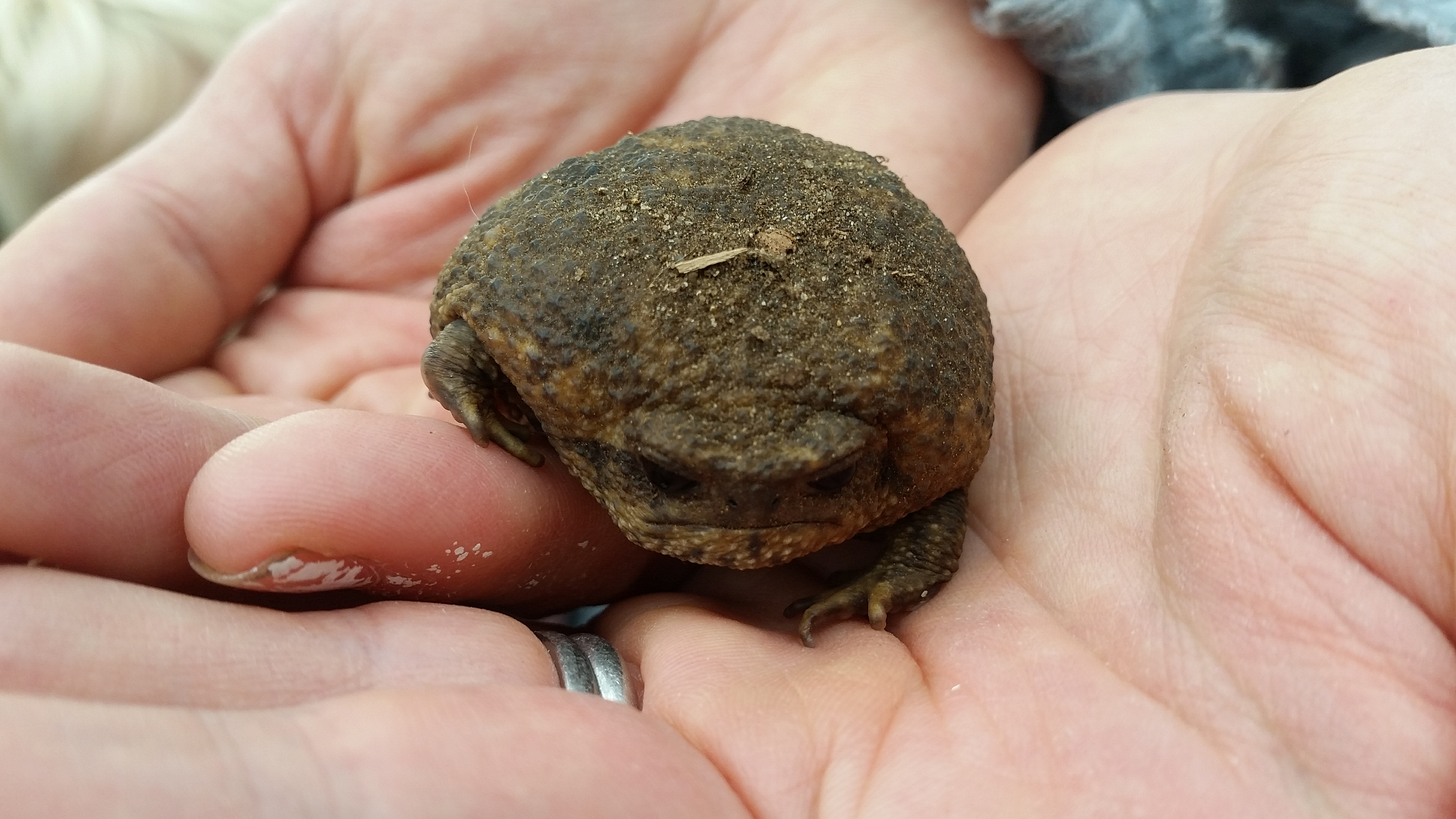
Breviceps gibbosus

Der Körper ist sehr gedrungen. Die Kopf-Rumpf-Länge beträgt bis 96 Millimeter. Die Körperoberseite ist mit Warzen besetzt, die Unterseite gekörnelt. Die Oberseite ist braun mit breitem, gelbbraunem, gezacktem Längsband auf dem Rücken und einem undeutlichen, gleichfarbigen Lateralstreifen auf beiden Seiten. Der Vorderkopf ist kurz. Die Mundspalte ist kurz. Die Augen sind klein, ihr Durchmesser beträgt ein Zehntel bis Fünfzehntel der Kopf-Rumpf-Länge. Die Gliedmaßen sind sehr kurz. Der erste und zweite Finger sind gleich lang. Der zweite Finger ist so lang oder etwas länger als der vierte Finger. Die fünfte Zehe ist nicht länger als die erste Zehe. Die Subarticularhöcker sind deutlich erkennbar. Der mediale Metatarsalhöcker ist sehr groß, schaufelförmig und länger als die erste Zehe.

## Vorkommen
Die Art kommt in den sandigen Bereichen der südafrikanischen Kap-Halbinsel von Piketberg bis Stellenbosch vor, eine weitere Population findet sich in Newlands.

## Systematik
Die Art Breviceps gibbosus wurde 1758 von Carl von Linné als Rana gibbosa erstbeschrieben. Blasius Merrem stellte sie 1820 in die Gattung Breviceps.